# Dakota-Territorium

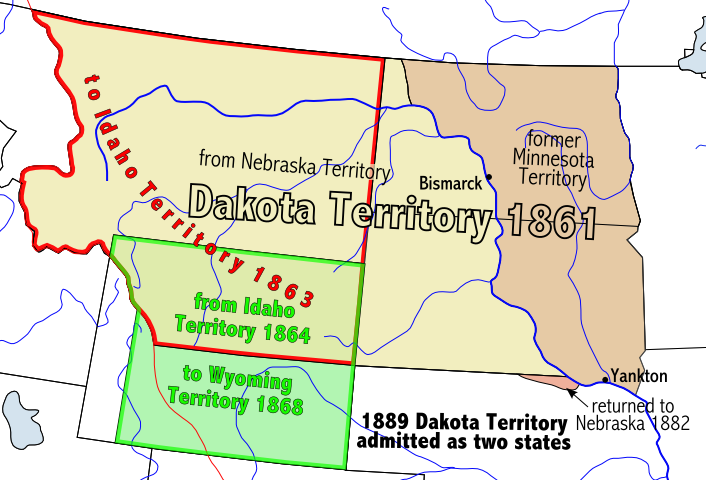
Dakota-Territorium (1861–1889)

Das Dakota-Territorium war ein Hoheitsgebiet der Vereinigten Staaten, das zwischen 1861 und 1889 bestand. Das historische Territorium bestand aus einem nördlich gelegenen Teil des Gebiets, das die Vereinigten Staaten 1803 im Rahmen des Louisiana Purchase von Frankreich erworben hatten.

## Geschichte
Der größte Teil des Dakota-Territoriums war ursprünglich Teil des Minnesota- und des Nebraska-Territoriums. Als Minnesota 1858 ein Staat wurde, wurde das übriggebliebene Gebiet östlich des Missouri Rivers umorganisiert. Im 1859 unterzeichneten Yankton Treaty trat der Indianerstamm der Lakota einen großen Teil ihres Landes an die US-Regierung ab. Schon kurze Zeit danach bildeten die frühen Siedler dort eine inoffizielle provisorische Regierung und versuchten erfolglos, Einfluss auf die Zentralregierung bezüglich des Territorialstatus zu nehmen. 
Das Dakota-Territorium wurde am 2. März 1861 gegründet. Es umfasste damals große Teile der heutigen Staaten Montana und Wyoming. Ab 1868 wurden neue Territorien gegründet, die die Größe des Dakota-Territorium bis auf die heutigen Grenzen der beiden Staaten South Dakota und North Dakota verringerten.

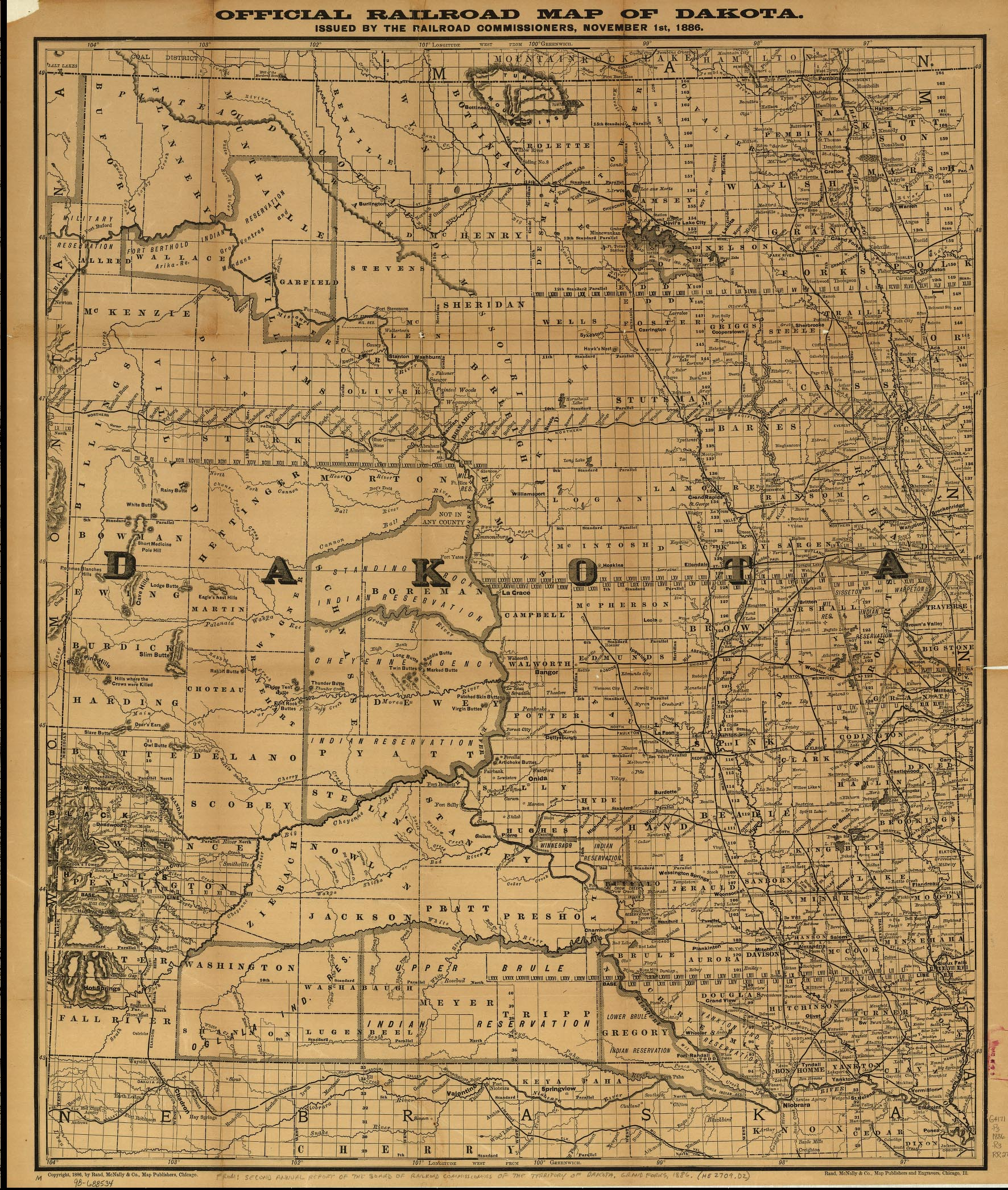
Dakota-Territorium, zirka 1886

Die Hauptstadt des Territoriums war von 1861 bis 1883 Yankton. Anschließend wurde sie nach Bismarck verlegt. Das Dakota-Territorium wurde am 2. November 1889 aus mehreren Gründen in die beiden Staaten North Dakota und South Dakota aufgeteilt. Die zwei Bevölkerungszentren lagen mehrere hundert Meilen voneinander entfernt in der nordöstlichen und der südöstlichen Ecke des Territoriums. Mit Blick auf die Machtverteilung im US-Senat drängte die  Republikanische Partei darauf, eher zwei Staaten als einen aufzunehmen.
Leben im Dakota-Territorium
Nach der Gründung des Territoriums wuchs die Bevölkerung in den ersten Jahren zunächst langsam. Das änderte sich aber mit dem Dakota Boom zwischen 1870 und 1880. Als Hauptgrund für das zunächst langsame Bevölkerungswachstum galten die Sioux-Indianer. Man hielt sie für sehr feindselig und sah sie als Bedrohung für die Siedler an. Nach der Unterwerfung der Sioux fiel dieser Hinderungsgrund weg. Die spätere Bevölkerungszunahme kann der Eisenbahn zugeschrieben werden, insbesondere der Northern Pacific Railroad. Die Siedler, die ins Dakota-Territorium kamen, stammten aus anderen westlichen Territorien sowie aus Nord- und West-Europa, unter anderem aus Norwegen, Deutschland, Schweden und Kanada.
Die Wirtschaft des Territoriums war wesentlich vom Ackerbau geprägt. Der Boden in Dakota war fruchtbar, Weizen wurde das Hauptexportprodukt. In den 1880ern traf eine Dürre das Territorium, gleichzeitig verfiel der Weizenpreis. Dakota kam dadurch sehr in Not. Auch Viehhaltung und Bergbau spielten eine Rolle. Als in den Black Hills Gold gefunden wurde, zogen mehr Siedler in das Gebiet. Die dadurch bedingte Bevölkerungszunahme beförderte die Viehhaltung auf Dakotas riesigen offenen Weideflächen.
Die erste Stadt im Dakota-Territorium war Medary, gegründet 1857, südlich des heutigen Brookings, South Dakota, gelegen.